# قنفذي عملاق
القنفذي العملاق نوع نباتي ينتمي إلى جنس القنفذي من الفصيلة النجمية.